# Pulitzer-Preis/Hintergrundberichterstattung
Der Pulitzer-Preis für Hintergrundberichterstattung (Pulitzer Prize for Explanatory Reporting) wurde 1998 eingeführt. Er ersetzte den früheren Pulitzer-Preis für erläuternden Journalismus (Pulitzer Prize for Explanatory Journalism), der seit 1985 vergeben wurde.

## Liste der Preisträger

### Pulitzer-Preis für Hintergrundberichterstattung (seit 1998)
- 2024: Sarah Stillman von The New Yorker für einen Bericht über die Anwendung eines Rechts zur Bestrafung von Straftaten mit Todesfolge (felony murder charge), oft zu Ungunsten von Gemeinschaften von People of Color
- 2023: Caitlin Dickerson von The Atlantic („Für die ausführlich berichtete und überzeugende Rechenschaft über die Politik der Trump-Administration, die Migrantenkinder gewaltsam von ihren Eltern trennte, was zu Misshandlungen führte, die unter der derzeitigen Regierung fortbestehen.“)
- 2022: die Redaktion des Quanta Magazine, New York, N.Y., vor allem Natalie Wolchover („Für die Berichterstattung über die Komplexität des Baus des James-Webb-Weltraumteleskops, das bahnbrechende astronomische und kosmologische Forschungen ermöglichen soll.“)
- 2021: Andrew Chung, Lawrence Hurley, Andrea Januta, Jaimi Dowdell und Jackie Botts von Reuters; Ed Yong von The Atlantic

- 2020: Mitarbeiter von The Washington Post
- 2019: David Barstow, Susanne Craig und Russ Buettner von The New York Times
- 2018: The Arizona Republic, USA Today Network
- 2017: International Consortium of Investigative Journalists, The McClatchy Company und Miami Herald
- 2016: T. Christian Miller, ProPublica und Ken Armstrong, The Marshall Project
- 2015: Zachary R. Mider von Bloomberg News
- 2014: Eli Saslow von der Washington Post
- 2013: Mitarbeiter der New York Times
- 2012: David Kocieniewski von The New York Times
- 2011: Mark Johnson, Kathleen Gallagher, Gary Porter, Lou Saldivar and Alison Sherwood von Milwaukee Journal Sentinel
- 2010: Michael Moss und die Mitarbeiter von The New York Times
- 2009: Bettina Boxall und Julie Cart, Los Angeles Times
- 2008: Amy Harmon, The New York Times
- 2007: Kenneth R. Weiss, Usha Lee McFarling und Rick Loomis, Los Angeles Times
- 2000: Eric Newhouse, Great Falls Tribune (Montana)
- 2001: Mitarbeiter der Chicago Tribune
- 2002: Mitarbeiter der The New York Times
- 2003: Mitarbeiter der Wall Street Journal
- 2004: Kevin Helliker und Thomas M. Burton, Wall Street Journal
- 2005: Gareth Cook, Boston Globe
- 2006: David Finkel, Washington Post
- 1998: Paul Salopek, Chicago Tribune
- 1999: Richard Read, The Oregonian (Portland, Oregon)

### Pulitzer-Preis für erläuternden Journalismus (1985–1997)
- 1997: Michael Vitez, Reporter und April Saul und Ron Cortes, Fotograf des The Philadelphia Inquirer
- 1996: Laurie Garrett, Newsday, Long Island, N.Y.
- 1995: Leon Dash, Reporter und Lucian Perkins, Fotograf Washington Post
- 1994: Ronald Kotulak, Chicago Tribune
- 1993: Mike Toner, Atlanta Journal-Constitution
- 1992: Robert S. Capers and Eric Lipton, Hartford Courant
- 1991: Susan C. Faludi, Wall Street Journal
- 1990: David A. Vise und Steve Coll, Washington Post
- 1989: David Hanners (Reporter), William Snyder (Fotograf) und Karen Blessen (Künstler), The Dallas Morning News
- 1988: Daniel Hertzberg and James B. Stewart, Wall Street Journal
- 1987: Jeff Lyon and Peter Gorner, Chicago Tribune
- 1986: Mitarbeiter der the New York Times
- 1985: Jon Franklin, Baltimore Evening Sun